# Cyclocephala danforthi
Cyclocephala danforthi är en skalbaggsart som beskrevs av Chapin 1935. Cyclocephala danforthi ingår i släktet Cyclocephala och familjen Dynastidae. Inga underarter finns listade i Catalogue of Life.